# Maddalena Calia
Maddalena Calia (Lula, 26 agosto 1958) è una politica italiana, già europarlamentare di Forza Italia.

## Biografia

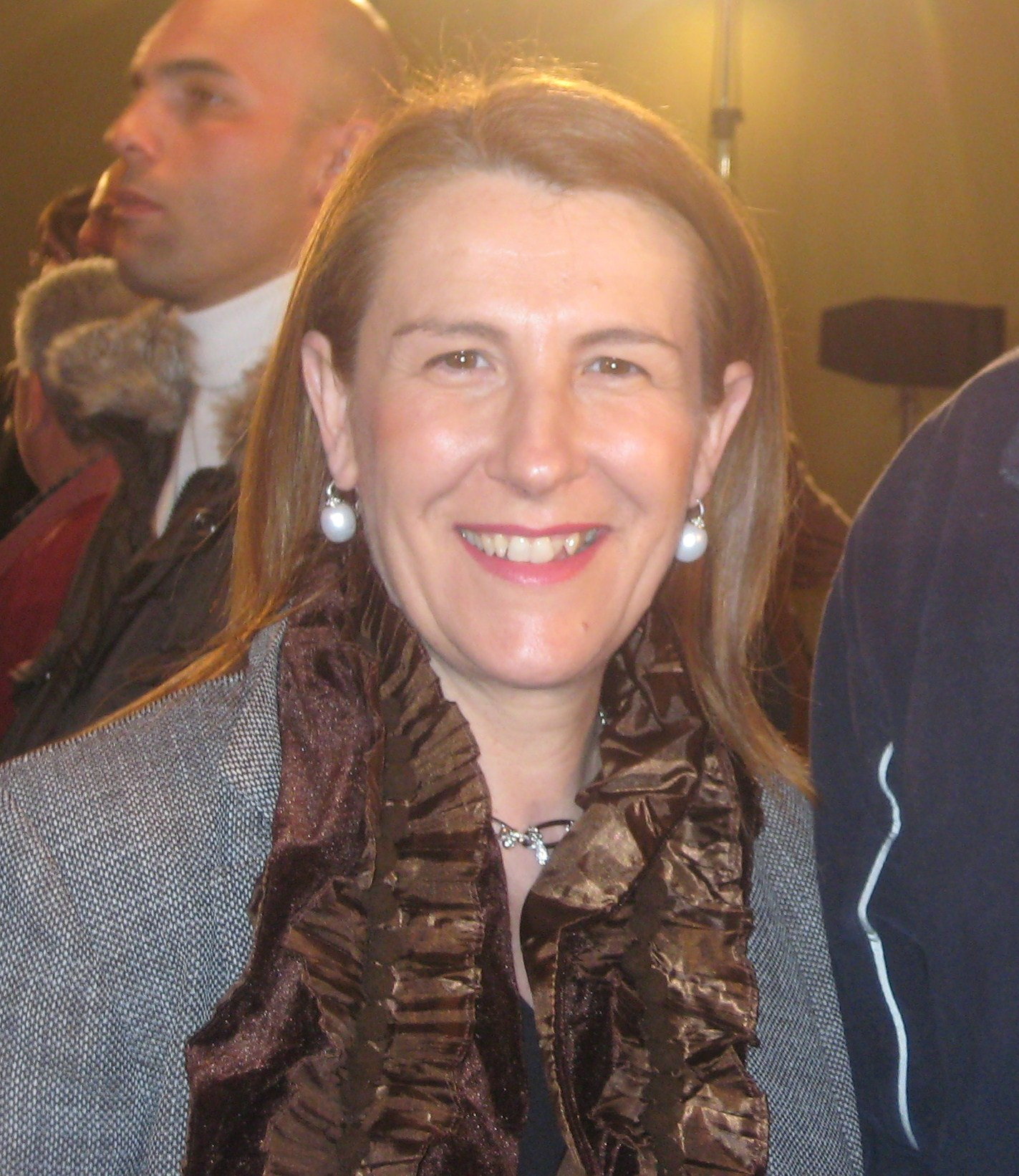
Maddalena Calia

Nata il 26 agosto 1958 a Lula, in provincia di Nuoro, avvocatessa, è stata assessore ai Servizi sociali del Comune di Lula dal 1988 al 1992, oltreché sindaco di Lula dal 2002 al 2007, dopo dieci anni di commissariamento del Comune, a capo di una lista civica di centro-destra.
Iscritta a Forza Italia, alle elezioni europee del 2004 si candida al Parlamento europeo, tra le sue liste nella circoscrizione Italia insulare, dove ottiene circa 33 000 preferenze, sostenuta nella campagna elettorale da Silvio Berlusconi in persona, ma non viene eletta; nel settembre 2008 viene poi proclamata europarlamentare, subentrando a Giuseppe Castiglione, è la prima donna sarda ad entrare nel Parlamento europeo e fa parte del gruppo del Partito Popolare Europeo - Democratici Europei.
Ricandidata alle successive elezioni europee del 2009 tra le liste del Popolo della Libertà (PdL), ottiene 114 000 preferenze, ma non è rieletta.
Il 2 dicembre 2010 aderisce a Futuro e Libertà per l'Italia di Gianfranco Fini, venendo nominata il 13 febbraio 2011 nella sua segreteria nazionale.
Il 16 novembre 2013, aderisce al Nuovo Centrodestra (NCD) guidato da Angelino Alfano, venendo indicata il successivo 10 gennaio 2014 come nuova coordinatrice regionale di NCD in Sardegna. Nella primavera successiva è candidata alle europee con la lista NCD-UDC nella circoscrizione Isole, senza essere eletta.
Alle elezioni regionali in Sardegna del 2019, Calia si candida tra le liste di Forza Italia nella circoscrizione di Cagliari, ma non viene eletta in consiglio regionale.
Nel maggio del 2024, in occasione delle elezioni europee, viene candidata da Forza Italia in terza posizione nella circoscrizione insulare.